# Quinzano d'Oglio
Quinzano d'Oglio est une commune italienne de la province de Brescia en Lombardie.

## Administration
| Période                                  | Période  | Identité          | Étiquette | Qualité |
| ---------------------------------------- | -------- | ----------------- | --------- | ------- |
| 27 mai 2003                              | En cours | Maurizio Franzini |           |         |
| Les données manquantes sont à compléter. |          |                   |           |         |

### Communes limitrophes
Bordolano, Borgo San Giacomo, Castelvisconti, Corte de' Cortesi con Cignone, Verolavecchia

### Personnages célèbres
- Giovanni Francesco Conti, dit Quinzano Stoa, en latin Quintianus Stoa (1484-1557), poète et humaniste italien.